# Riksmålsforbundet
Riksmålsforbundet er en norsk sprogpolitisk organisation som særlig arbejder for at hævde riksmålets position som officielt skriftsprog og kultursprog i Norge. Ifølge forbundet er riksmål "den moderne norske normalform af det skriftsprog som er nedarvet fra den dansk-norske sprogtradition i 1700-tallet og 1800-tallet og det norske tale- og læsesprog som er knyttet til det". Riksmålsforbundet har konsekvent modarbejdet myndighedernes samnorskpolitik og den obligatoriske sidemålsoplæring. I forbundets centralstyrelse sidder  formand advokat Trond Vernegg,  som 1. viceformand Einar Tønnessen og Peter Chr. Sogn  som 2. viceformand.
Organisationen uddeler hvert år en række priser, der skal fremme det norske sprog i forskellige medier og sammenhænge. Disse tæller Riksmålsforbundets litteraturpris, Riksmålsforbundets barne- og ungdomsbokpris, Gullpennen, Lytterprisen og TV-prisen.

## Historik og aktiviteter
Riksmålforbundet blev stiftet 7. april 1907 af digteren Bjørnstjerne Bjørnson i Fæstningens Gymnastiksal. Det organiserede riksmålsarbejde går tilbage til 1899, og kom som svar på at landsmålsfolk organiserede sig for at gøre landsmålet til einaste mål i landet (= landets eneste sprog).
Riksmålsforbundet arbejder fortsat for at bevare og dyrke riksmål som det traditionelle standardskriftsprog i Norge.
Markante medlemmer af riksmålsbevægelsen har blandt andre været forfatteren Jens Bjørneboe, hans fætter André Bjerke, Terje Stigen, Carl Keilhau, Agnar Mykle, Arnulf Øverland, Sigurd Hoel, Johan Bernhard Hjort, Knut Wigert, Margrethe Aamot Øverland og Sofie Helene Wigert. Blandt uorganiserede talspersoner for riksmålssagen finder man blandt andre forfatterne Claes Gill, Nils Kjær, Knut Hamsun, Gabriel Scott og Henrik Ibsen.
De senere års sprogreformer, særlig af 1981 og 2005, indebærer at mange af forbundets mål er opnået: Samnorskpolitikken er officielt forladt, og officielt bokmål tillader de allerfleste moderne riksmålsformer. I tillæg er der nu politisk flertal for at afvikle obligatorisk sidemål i Oslo. 
Forbundet har en række lokalafdelinger, den største er Bergens Riksmålsforening, og datterorganisationer, blandt andet Studentenes Riksmålsforening. I Bergen findes endnu restauranterne Wesselstuen  og Holbergstuen,  de såkaldte "digterstuer" opkaldt efter Johan Herman Wessel og Holberg, i 1923 stiftet af "borgere med baggrund i Bergens Riksmålsforbund".
Riksmålsforbundet udgiver tidsskriftet Ordet, mens avisen Frisprog blev udgivet af Foreldreaksjonen mot samnorsk.

## Formænd
- Advokat Trond Vernegg 1990–d.d.
- Lektor Erling Granholt 1988–1990
- Fabrikant Jan Willoch 1983–1988
- Skuespiller Knut Wigert 1974–1983
- Professor Aksel Lydersen 1969–1974
- Advokat Johan Bernhard Hjort 1961–1969
- Redaktør Ernst Sørensen 1959–1961
- Forfatter Sigurd Hoel 1956–1959
- Forfatter Arnulf Øverland 1947–1956
- Sekretær Jonas Hestnes 1945–1947
- Lektor Harald Bakke 1939–1945
- Advokat Gerhard Holm 1937–1939
- Forfatter Alf Harbitz 1936–1937
- Lektor Ragnar Ullmann 1929–1936
- Advokat Gerhard Holm 1919–1929
- Overlærer Jens Jørgen Mørland 1918–1919
- Skoleinspektør Johan M. Platou 1916–1918
- Sognepræst Alfred Eriksen 1911–1916
- Lærerinde Ragna Nielsen 1910–1911
- Forfatter Bjørnstjerne Bjørnson 1907–1910